# Pterolophia semiarcuata
Pterolophia semiarcuata là một loài bọ cánh cứng trong họ Cerambycidae.